# Cucullia sinopsis
Cucullia sinopsis är en fjärilsart som beskrevs av Charles Boursin 1942. Cucullia sinopsis ingår i släktet Cucullia och familjen nattflyn. Inga underarter finns listade i Catalogue of Life.